# Strada Zarafi
Strada Zarafi este situată în centrul municipiului București, sectorul 3, făcând legătura între străzile Lipscani și Gabroveni. Numele străzii provine de la vechii zarafi (în turcă sarraf), cei care se îndeletniceau cu schimbatul banilor și cu camăta.